# Eghegnut (Armavir)
Pour l’article homonyme, voir Eghegnut (Lorri).
Eghegnut ou Yeghegnut (en arménien Եղեգնուտ ; anciennement Sefiabad puis jusqu'en 1947 Ghamishlu) est une communauté rurale du marz d'Armavir, en Arménie. Elle compte 2 073 habitants en 2009.